# Blepisanis transversicollis
Blepisanis transversicollis är en skalbaggsart som beskrevs av Stefan von Breuning 1950. Blepisanis transversicollis ingår i släktet Blepisanis och familjen långhorningar. Inga underarter finns listade.